# Bundesautobahn 661
Die Bundesautobahn 661 (Abkürzung: BAB 661) – Kurzform: Autobahn 661 (Abkürzung: A 661) – ist eine Autobahn im deutschen Bundesland Hessen und führt von Oberursel über Bad Homburg, Frankfurt am Main und Offenbach nach Egelsbach. Dabei bildet sie zusammen mit den Bundesautobahnen 5 und 3 einen Autobahnring um die Stadt Frankfurt am Main. Aufgrund ihres Verlaufs und ihrer Bedeutung für den Pendlerverkehr wird sie auch als Osttangente Frankfurt, Taunusschnellweg oder Feldbergzubringer bezeichnet. Mit 37 km Länge ist sie die längste Autobahn mit einer dreistelligen Nummer in Deutschland.
Der Bau der BAB 661 begann in den 1960er Jahren am nördlichen und südlichen Ende, nachdem einzelne kurze Abschnitte entlang der Trasse, etwa die Kaiserleibrücke, bereits als Zubringerstrecken für den innerstädtischen Verkehr in Betrieb waren. Der größte Teil der Neubaustrecke war damals noch als Abschnitt einer Autobahn von Kassel über Marburg, Gießen und Offenbach nach Darmstadt vorgesehen, die ab 1975 unter der Bezeichnung BAB 49 geführt wurde. Lediglich der nördliche Teil wurde zunächst als Bundesstraße 456, später als BAB 661, bezeichnet. Nach Aufgabe der Planungen wurde aus den beiden getrennten Strecken eine gemeinsame, der Lückenschluss im Osten von Frankfurt zog sich allerdings bis ins Jahr 1995 hin und ist bis heute nur provisorisch ausgeführt.

## Verlauf
Die Autobahn beginnt an der Anschlussstelle Oberursel-Nord, wo sie aus der einbahnigen, aber höhenfrei ausgebauten B 455 hervorgeht. Sie führt zwischen den Städten Oberursel und Bad Homburg in südöstliche Richtung, ehe am Bad Homburger Kreuz die BAB 5 (Hattenbacher Dreieck–Basel) gekreuzt wird. Nach dem Kreuz wird das Frankfurter Stadtgebiet erreicht, das nun im Norden und später im Osten durchquert wird. Es existieren mehrere Anschlussstellen zur Anbindung der umliegenden Stadtteile. Bei Heddernheim wird die Nidda überquert, am Preungesheimer Dreieck führt die BAB 661 nun in südliche Richtung, außerdem zweigt die autobahnähnlich ausgebaute B 3 nach Friedberg ab. Diese war ursprünglich als Teil der BAB 49 geplant, die auf der nachfolgenden Trasse der BAB 661 weiter verlaufen sollte.

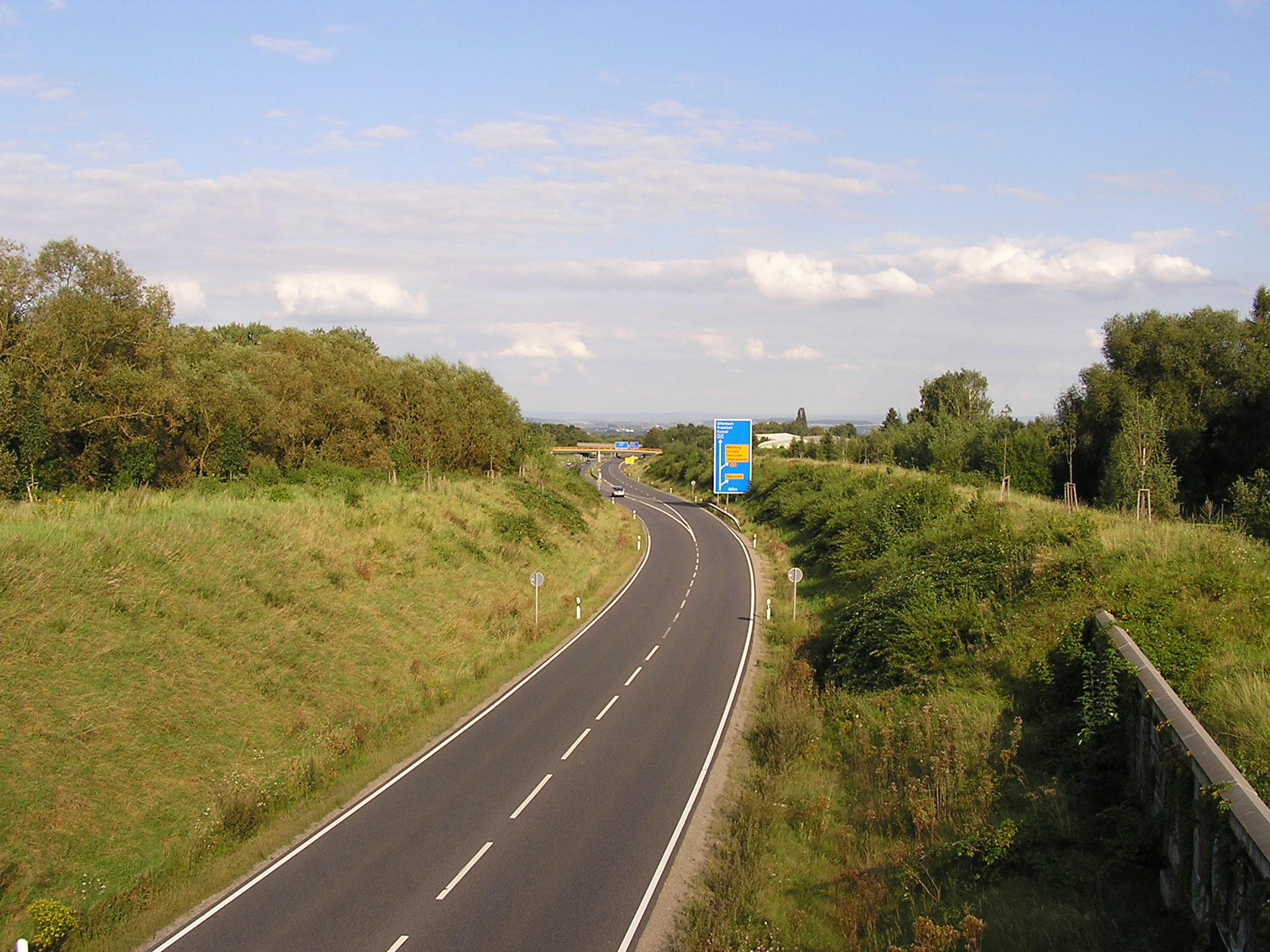
Kurz vor dem Beginn der Autobahn bei Oberursel
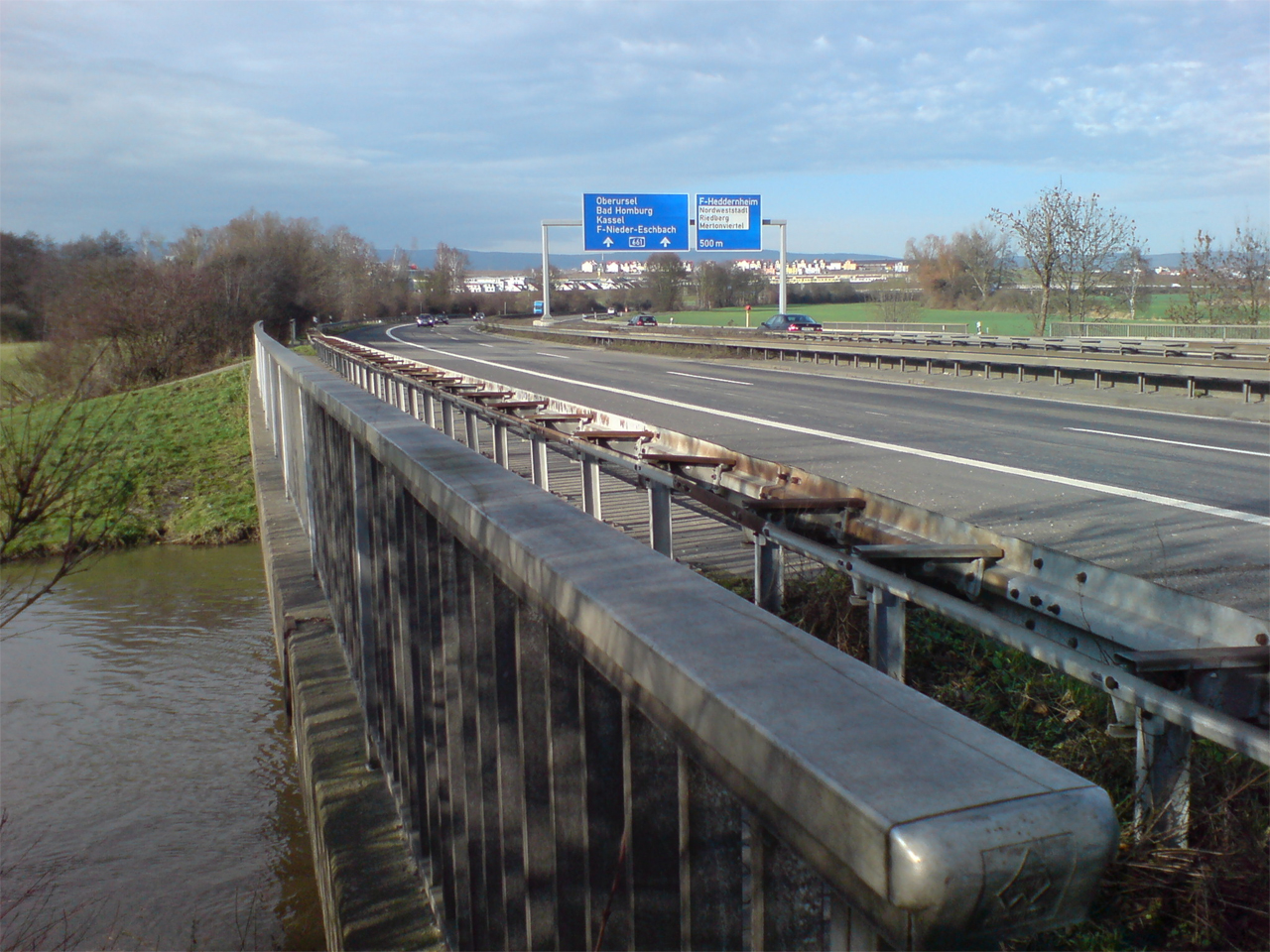
Niddaquerung bei Heddernheim
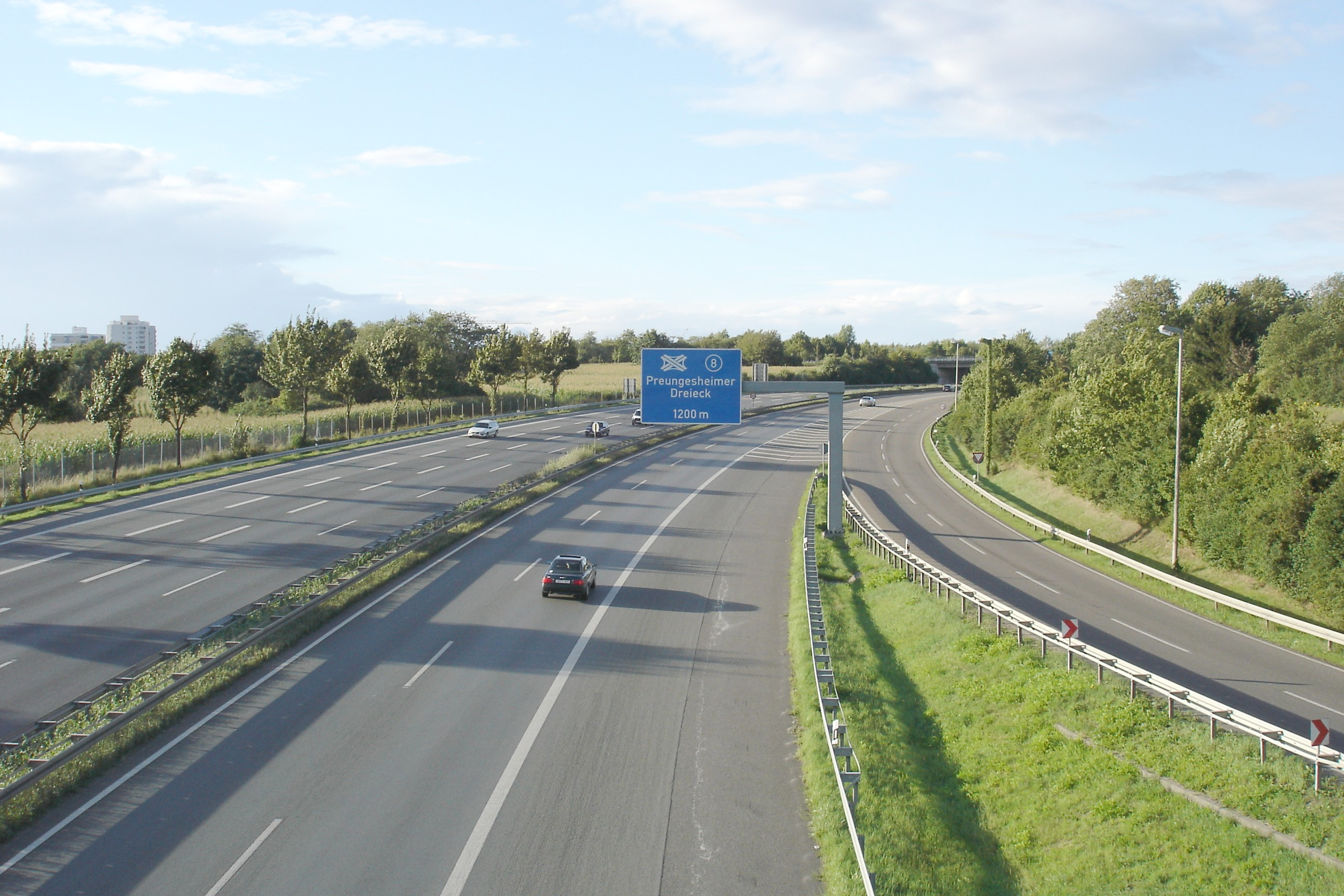
Am Preungesheimer Dreieck

Hinter der nächsten Anschlussstelle (Frankfurt-Friedberger Landstraße) ist die BAB 661 nur auf der östlichen Richtungsfahrbahn ausgebaut, die im Gegenverkehr mit zwei schmalen Fahrstreifen pro Richtung und ohne Standstreifen betrieben wird. Sie führt durch eine halbseitig offene Lärmschutzeinhausung bei Seckbach und über eine längere Talbrücke. Beim Bau der Autobahn wurden Vorleistungen für zwei Autobahndreiecke mit errichtet, um die BAB 66 anbinden zu können – einmal zum Alleenring im Westen in Richtung Wiesbaden und einmal in Richtung Osten nach Hanau. An der Anschlussstelle Frankfurt-Ost endet die provisorische Führung auf einer Richtungsfahrbahn und die BAB 661 führt im Osthafengebiet von Frankfurt auf einer Hochstraße über die Bahnstrecke Frankfurt Süd–Aschaffenburg.
Unmittelbar südlich der Hochstraße folgt die Kaiserleibrücke, eine Bogenbrücke, die den Main überquert und damit die Städte Frankfurt und Offenbach miteinander verbindet. Die Brücke wurde 1964 als Teil einer Schnellstraßenverbindung eröffnet und ist somit älter als die eigentliche Autobahn. Auf Offenbacher Stadtgebiet führt die Autobahn über eine weitere Hochstraße. Hier befand sich ursprünglich ein Kreisverkehr, der mittlerweile abgerissen und in eine ampelgeregelte Kreuzung umgebaut wurde, um Platz für Gewerbeansiedlungen zu schaffen. Anschließend wird die Autobahn sechsstreifig und es folgt eine Führung durch den östlichen Frankfurter Stadtwald, wo am Offenbacher Kreuz die BAB 3 (Emmerich–Passau) gekreuzt wird. Im Kreuz selbst bestehen aus und in südliche Fahrtrichtung zusätzliche Rampen zur autobahnähnlichen B 3 nach Frankfurt-Sachsenhausen.
Südlich des Offenbacher Kreuzes bindet die Autobahn die Vororte Neu-Isenburg, Dreieich und Langen an. Zunächst ist sie noch sechsstreifig, ab der Anschlussstelle Dreieich nur noch vierstreifig. In Egelsbach endet die Autobahn schließlich an der nach Darmstadt weiter führenden B 3. Nach den ursprünglichen Planungen war hier eine Anschlussstelle in Form eines Dreiecks geplant und die BAB 661 wäre weiter nach Süden verlaufen. Die nie vollständig bestimmte Trassenführung östlich und südlich an Darmstadt vorbei wurde in den 1980er Jahren aufgegeben.

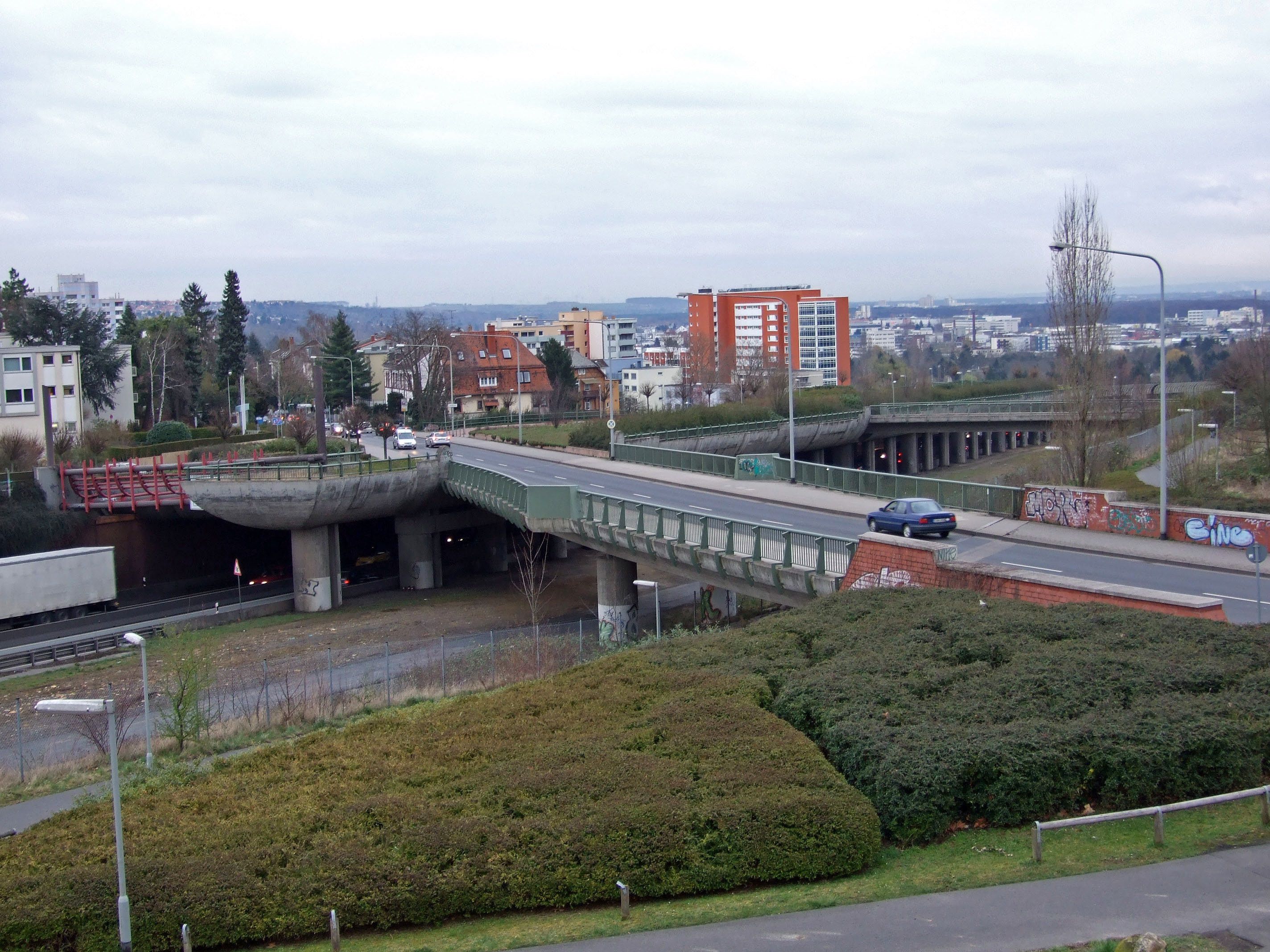
Halbseitige Lärmschutzgalerie Seckbacher Landstraße
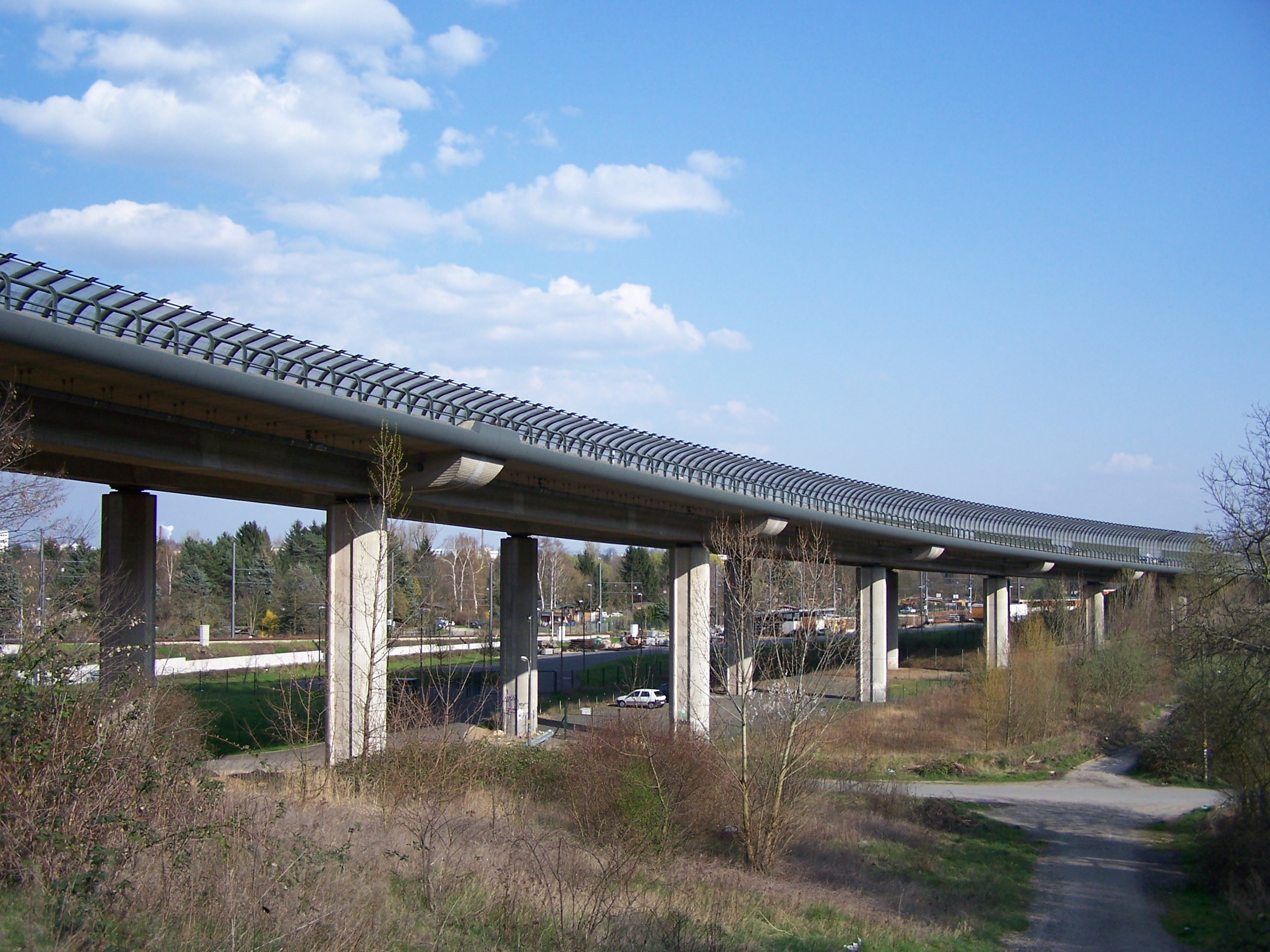
Talbrücke bei Seckbach (vor dem Bau der zweiten Richtungsfahrbahn)
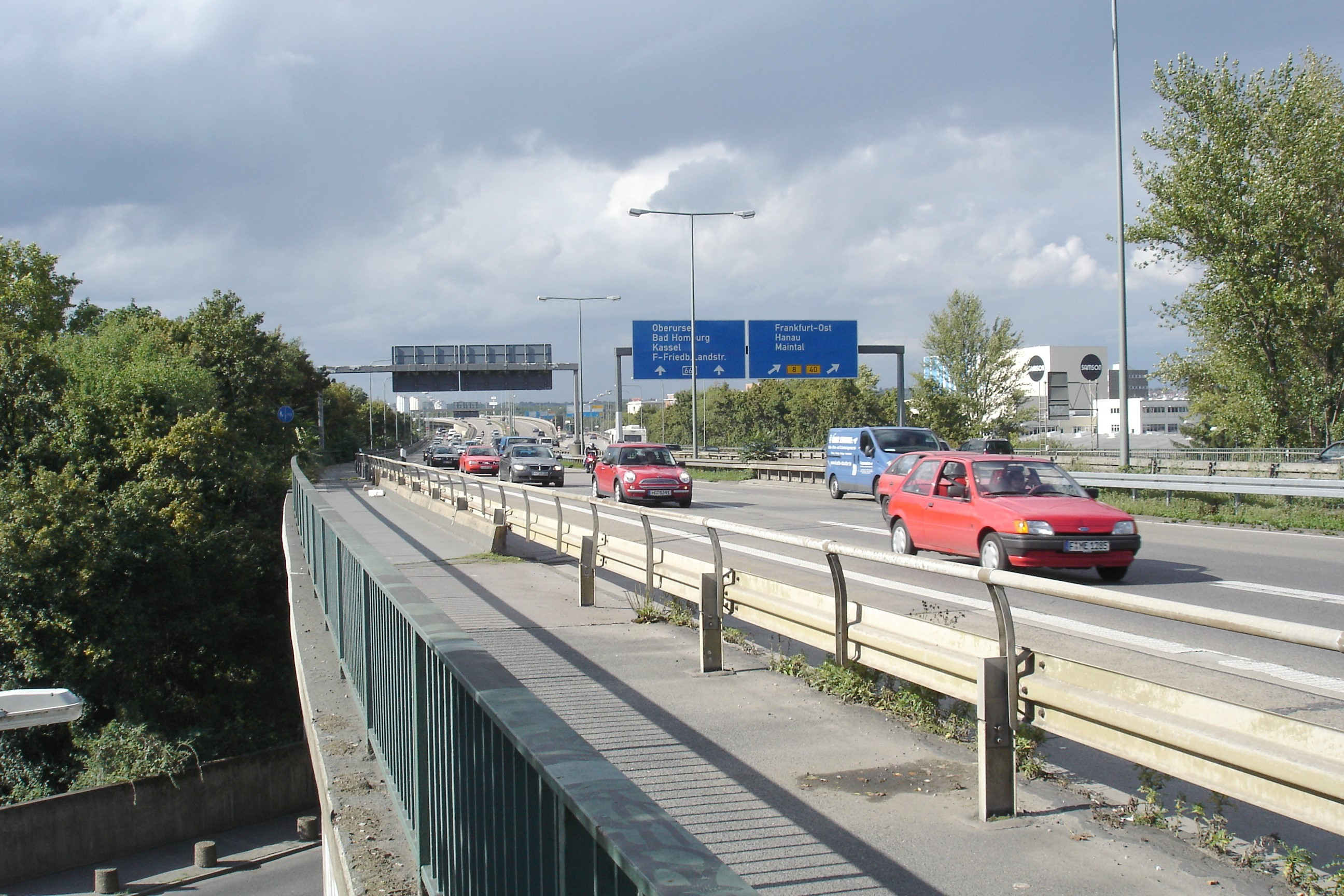
In Höhe der Anschlussstelle Frankfurt-Ost, noch mit mittlerweile demontierter Straßenbeleuchtung
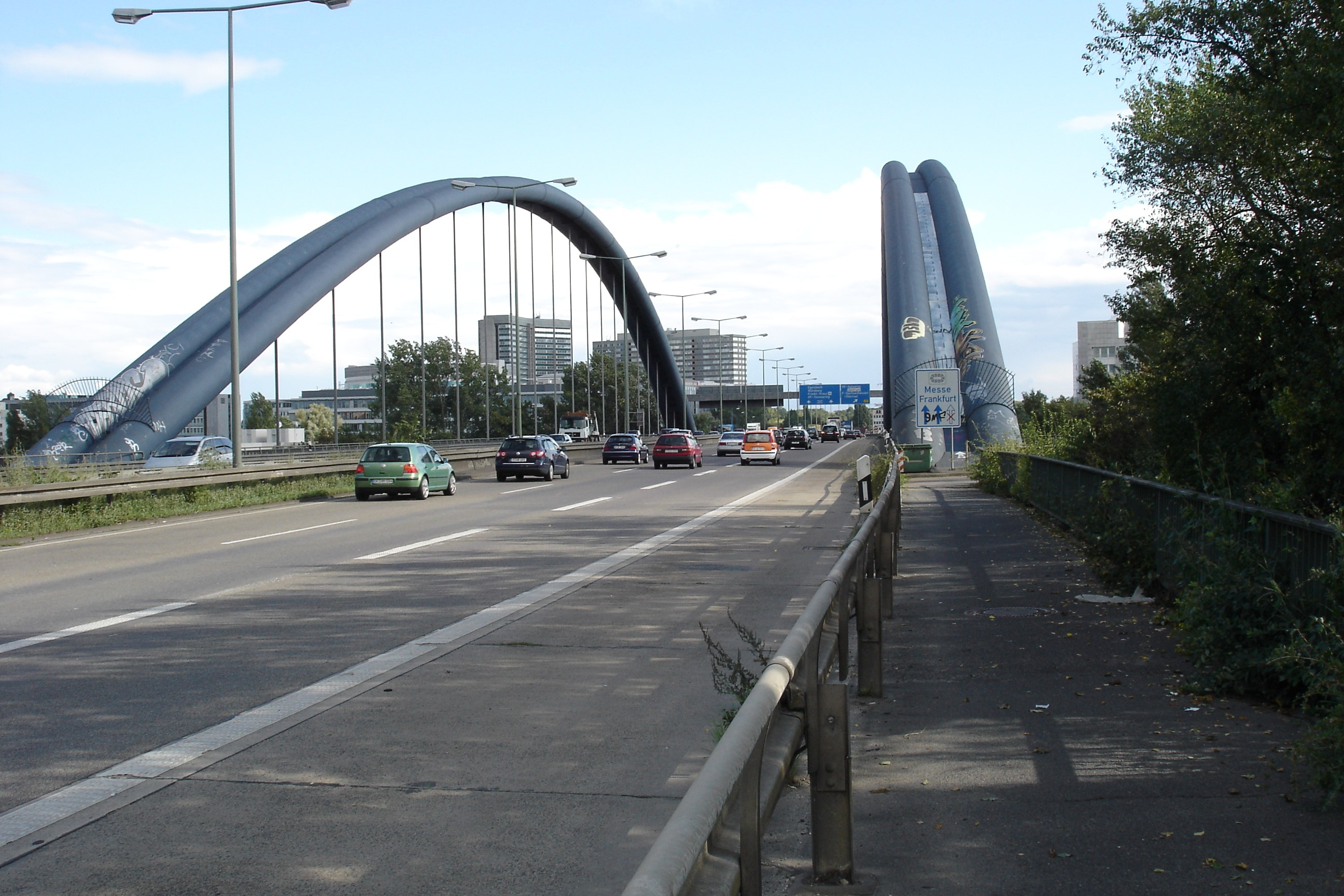
Kaiserleibrücke über den Main
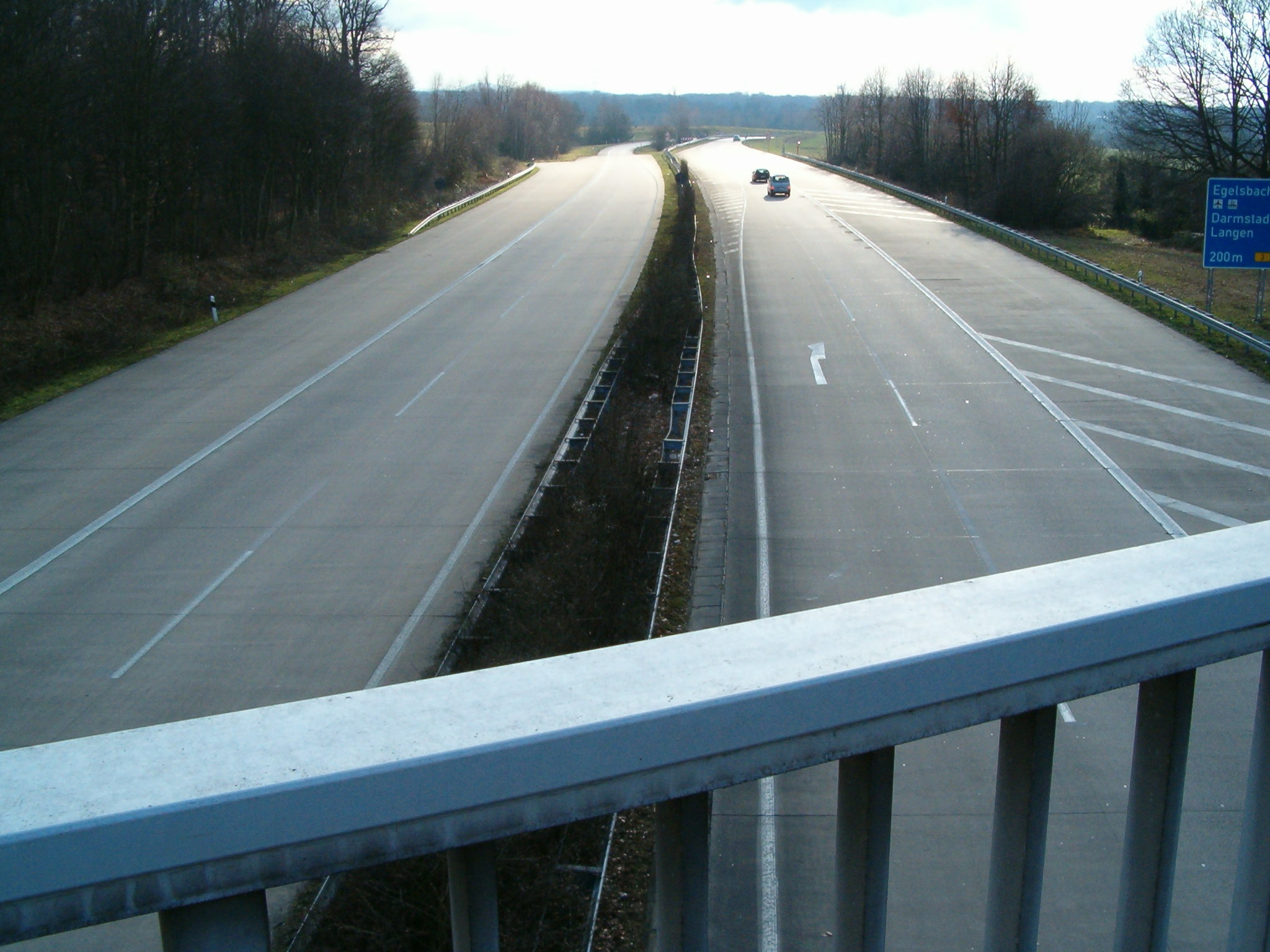
Autobahnende bei Egelsbach, noch mit Abfahrtsschild (mittlerweile entfernt)

## Geschichte

### Vorleistungen

#### Zubringer Bad Homburg
Das erste fertiggestellte Teilstück der heutigen BAB 661 war der ehemalige Autobahnzubringer Bad Homburg, auf dessen Trasse heute die Autobahn teilweise verläuft. Die hierfür an der Reichsautobahn Gießen–Frankfurt eingerichtete Anschlussstelle bildete den Vorläufer des heutigen Autobahnkreuzes.
Als eine der ersten Reichsautobahnen wurde ab 1933 an der Strecke Gießen–Frankfurt gearbeitet. Diese war Teil der schon in den 1920er Jahren, also zur Zeit der Weimarer Republik, baureif geplanten HaFraBa – eine dem Autoverkehr vorbehaltene Fernstraße von Hamburg bzw. den norddeutschen Hansestädten über Frankfurt am Main bis nach Basel. Das erste Teilstück zwischen Frankfurt, Darmstadt und Heidelberg wurde 1935 als erstes fertiggestellt, die Verkehrsfreigabe des sich nördlich anschließendes Abschnitts, zunächst bis Bad Nauheim, folgte am 27. September 1936.
Die Anschlussstelle Bad Homburg wurde vom 8. Februar bis 1. Oktober 1936 gebaut und anschließend zusammen mit der rund 2,5 km langen Zubringerstrecke eröffnet. Diese Strecke verband die Reichsautobahn mit dem damaligen Hindenburgring, einer in den 1920er Jahren gebauten Umgehungsstraße rund um das Bad Homburger Stadtzentrum. Aufgrund der an den Straßenrändern gepflanzten Pappeln heißt die Straße heute offiziell Pappelallee. Zwar sah die Oberste Bauleitung Reichsautobahnen (OBR) Frankfurt/Main eine geradeaus führende Straße vor. Um die Felder in ihrer Struktur nicht zu zerschneiden, setzte sich die hessen-nassauische Provinzregierung in Wiesbaden schließlich mit ihrer Streckenführung durch, die in einer weiten Rechtskurve entlang bestehender Feldwege angelegt wurde. Grunderwerb und Vermessung wurde durch die Regierung des Volksstaats Hessen in Darmstadt bereitgestellt. Überhaupt wurden mit dem Gesetz über den Neuaufbau des Reichs vom 30. Januar 1934, als die Autobahn und später auch der Zubringer bereits in Bau war, die Landesparlamente beseitigt.
Neben dem rein verkehrlichem übte die Straße auch propagandistischen Wert aus, da die Stadt Bad Homburg versuchte, durch die einfache Erreichbarkeit (es fuhren drei Mal täglich Omnibusse entlang der Reichsautobahn auf nach Bad Homburg) ihr Image als „Luxusheilbad“ abzustreifen. Die Straße war als 6 m breite, einbahnige Kraftfahrstraße konzipiert. Nur etwa 40 % der Straße lagen zu diesem Zeitpunkt tatsächlich auf hessen-nassauischem (Regierungsbezirk Wiesbaden) und damit preußischem Gebiet, der Rest auf hessischem. Auch eine Fortsetzung dieser Straße weiter nach Frankfurt war geplant, aufgrund von Geldmangel stellte die Stadt Frankfurt, die für die Finanzierung der auf ihrem Stadtgebiet verlaufenden Straße hätte aufkommen müssen, dieses Projekt zunächst zurück. Eine geforderte Umwidmung der Zubringerstrecke nach Bad Homburg und ihre Fortsetzung auf der anderen Seite der Reichsautobahn zur Reichsstraße blieb ergebnislos. Nur in einem solchen Fall wäre das Reich und nicht die Stadt Frankfurt für die Bau- und Unterhaltskosten aufgekommen.
Erst in den 1970er Jahren, mit der Verkehrszunahme infolge des Bevölkerungszuwachses der Taunusvororte, wurde anstelle der Anschlussstelle das Bad Homburger Kreuz und damit die heutige BAB 661 errichtet. Bis zur nächst folgenden Anschlussstelle (Bad Homburg) nutzt sie die Trasse des ehemaligen Zubringers.

#### Straßenplanungen in Frankfurt
Im Jahr 1934 veröffentlichte die Stadt Frankfurt am Main einen ersten Generalstraßenplan, in dem der Entwurf mehrerer Zubringerstraßen zwischen dem Stadtgebiet und den in Bau befindlichen Reichsautobahnen im Süden und Westen vorsah, zusätzlich zur bereits planfestgestellten Strecke bei Bad Homburg. Dieser Plan sah eine in Ost-West-Richtung führende „Sammeltangente“ vor, die den Alleenring nach Osten fortsetzte und über die Stadtteile Bockenheim und Bornheim nach Bergen-Enkheim verlaufen sollte. Aus Richtung Bad Homburg war eine Fortsetzung des Autobahnzubringers nach Eckenheim geplant. Eine weitere Zubringerstrecke sollte als Verlängerung des Ratswegs über den Main hinaus nach Offenbach führen.
Ein zweiter Generalstraßenplan wurde 1938 veröffentlicht. Im Vergleich zum vorherigen Plan wurden die Schnellstraßenpläne deutlich weiter ausgearbeitet, nun war eine durchgehende Strecke von Bad Homburg über Eckenheim zur Sammeltangente und von dieser eine weitere Strecke über den Main nach Süden vorgesehen. Die zusammenhängende Strecke war als östlicher Teil eines äußeren Frankfurter Autobahnrings geplant, neben der fertiggestellten Nord-Süd-Strecke im Frankfurter Westen und die in Bauvorbereitung befindliche Ost-West-Strecke im Süden der Stadt. Da die Straßen als Stadtstraßen in ihrer Realisierung dem Tiefbauamt Frankfurt am Main oblag, kam es aufgrund der nicht gesicherten Finanzierung zu keinem Baubeginn mehr. Ohnehin machte der Ausbruch des Zweiten Weltkriegs Straßenneubauten zunichte.
Schon unmittelbar nach Kriegsende wurden die Planungen für die Zubringerstrecke Bad Homburg–Frankfurt durch das neue Straßenneubauamt Wiesbaden wieder aufgenommen. Die Fortsetzung nach Südosten war zwar als höhenfreie, aber nur einbahnige Straße ausgeführt, die bei Bonames an einer vorbereiteten Anschlussstelle endete. Der Bau dieser Straße wurde 1957 begonnen, Verkehrsfreigabe war am 23. März 1960. Gleichzeitig mit der Fertigstellung wurde die Strecke von Bad Homburg nach Bonames zur B 456 aufgestuft.

#### Kaiserleibrücke und Schnellstraße in Offenbach
Ende der 1950er Jahre wurden die Pläne für eine Verlängerung des Ratswegs auf die südliche Mainseite konkreter. So datieren erste Pläne für einen Kreisverkehr auf Offenbacher Gebiet aus dem Jahr 1957. Am 1. September 1960 begannen schließlich die Bauarbeiten für die neue Mainbrücke als Teil einer zweibahnigen, leistungsfähigen Schnellstraße. Die Kosten für dieses Bauprojekt wurden zu 50 % vom Bund, zu 25 % vom Land Hessen und zu je 12,5 % von den Städten Frankfurt und Offenbach getragen. Nach rund vier Jahren Bauzeit wurde die Schnellstraße mitsamt der Kaiserleibrücke über den Main am 18. Dezember 1964 dem Verkehr übergeben. Diese wurde als 220 m lange Bogenbrücke ausgeführt, die damals zu den größten in Deutschland gehörte. Ein häufiger Vergleich fiel zu dieser Zeit mit der nur ein Jahr zuvor fertiggestellten Fehmarnsundbrücke, deren Bogen nur etwas größer war als der der Kaiserleibrücke.
Sowohl am nördlichen als auch am südlichen Ende wurden Kreisverkehre gebaut. Der Kreisverkehr auf Offenbacher Seite (offiziell Strahlenberger Kreisel, meist nach dem umliegenden Stadtteil Kaiserleikreisel genannt) war zum Zeitpunkt seines Baus mit 250 m Durchmesser der größte in Europa. Er bildete den Kern eines geplanten Schnellstraßenknotenpunkts, an dem Hochleistungsstrecken in alle Himmelsrichtungen abzweigen sollten. Für etwa ein Jahr war dieser nicht komplett fertiggestellt, sodass er noch provisorisch im Gegenverkehr befahren werden musste. Auch nach der vollständigen Freigabe blieb das Bauwerk in der Anfangszeit aufgrund der damals ungewohnten Verkehrsführung ein Unfallschwerpunkt.
An beiden Enden der Schnellstraße, die als „anbaufreie Verbindungsstraße“ die Bundesstraße 3a bildete, waren Vorleistungen für einen Weiterbau vorhanden. Beide Verkehrsbauwerke – der Ratswegkreisel in Frankfurt und der Strahlenberger Kreisel in Offenbach – sollten mit einer Hochstraße überquert werden und die Schnellstraße weiterführen. Bis 1968 wurde die Schnellstraße vom Kaiserleikreisel um rund einen Kilometer nach Süden zur B 43 (Taunusring) verlängert. Auf Stadtplänen der 1960er Jahre war ein südliches Ende dieser Schnellstraße noch an der Sprendlinger Landstraße vorgesehen, sodass eine Anbindung an die Autobahn Frankfurt–Nürnberg am Geisfeldkreisel und die bestehende Anschlussstelle hergestellt wäre.

### Offenbach – Egelsbach
Die Planung für einen Autobahnring um Frankfurt wurde Anfang der 1960er Jahre wieder aufgenommen. Schon Ende der 1950er Jahre war die südlich an Frankfurt vorbeiführende Strecke von Wiesbaden bis Aschaffenburg fertiggestellt und das Frankfurter Kreuz unter Verkehr. Schließlich entstand der Plan einer Autobahn zwischen Bad Homburg und Darmstadt, die zum einen den Autobahnring um Frankfurt schließen und zum anderen eine Alternativstrecke für die aus den 1930er Jahren stammenden Strecke Frankfurt–Darmstadt bilden soll. Das südliche Ende war als Autobahndreieck konzipiert, an dem die Strecke südlich von Darmstadt an die ebenfalls gerade neu entstehende Strecke Frankfurt–Heidelberg (Main-Neckar-Schnellweg) münden sollte.

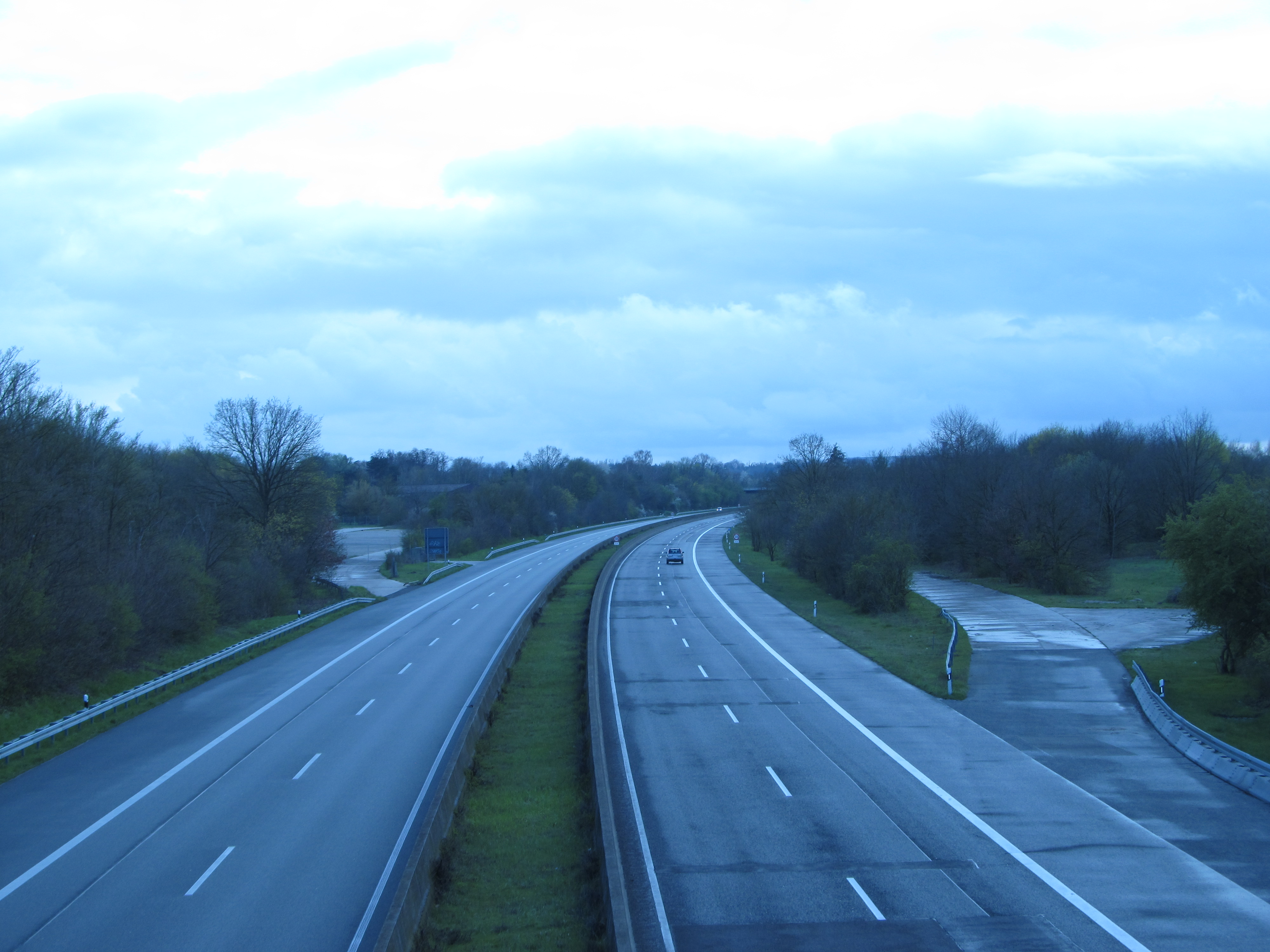
Bauvorleistungen für Rastanlagen bei Dreieich

Im Jahr 1967 begannen die Bauarbeiten im ersten Abschnitt zwischen Offenbach-Taunusring und Egelsbach als südliche Verlängerung der Offenbacher Schnellstraße. Weiterhin wurde, um die künftige Autobahn unterbrechungsfrei weiter nach Frankfurt zu führen, eine Hochstraße über den Kaiserleikreisel gebaut. Verantwortlich für den Neubau war das Straßenneubauamt Hessen-Süd mit Sitz in Darmstadt. Beim Bau dieser Strecke entstanden ein Autobahnkreuz mit der Strecke Frankfurt–Nürnberg, zwei Talbrücken und Vorleistungen für eine bewirtschaftete Rastanlage in Form eines groß dimensionierten Rastplatzes bei Dreieichenhain. Mit dem Bundesverkehrswegeplan 1971 wurde die Strecke Bad Homburg–Darmstadt als Bundesautobahn A 91 geführt.
Im Jahr 1972 wurden die ersten zwei Abschnitte fertiggestellt, dabei handelte es sich um die Teilstrecke Sprendlingen–Egelsbach und die Hochstraße über den Kaiserleikreisel, letztere am 17. Dezember 1972. Bis zum Lückenschluss zwischen Offenbach und Sprendlingen dauerte es bis 1976, als das Offenbacher Kreuz fertiggestellt war.

### Oberursel – Frankfurt-Eckenheim
Von 1962 bis 1965 wurde die B 456 zwischen Bad Homburg und Bonames zweibahnig ausgebaut und in nordwestliche Richtung bis zur B 455 bei Oberursel verlängert. Ausführend war das Straßenneubauamt Rhein-Main in Wiesbaden. Obwohl nach wie vor als B 456 gewidmet, war die Strecke bereits autobahnähnlich ausgeführt (Regelquerschnitt 28,5 m). Auch die Anschlussstelle Bad Homburg der Autobahn Gießen–Frankfurt (seit 1975 Bundesautobahn 5 Hattenbacher Dreieck–Basel) wurde in diesem Zuge in ein Kleeblatt-Kreuz mit Parallelfahrbahnen ausgebaut. Auf den neu gebauten Abschnitt kurz hinter Bad Homburg entstanden in beiden Fahrtrichtungen Tankstellen.
Die als Feldbergzubringer oder Taunusspange bezeichnete Schnellstraße zur direkten Verbindung von Frankfurt mit dem Taunus, ein seit Jahrzehnten geplantes Projekt im Bundesstraßennetz, wurde im Juli 1965 in Form der Verlängerung der B 456 als vordringlicher Bedarf in die Planungen aufgenommen. Mit den Bauvorbereitungen wurde daher auch relativ zügig begonnen. 1967 konnte die B 456 somit ein weiteres Mal in nordwestliche Richtung verlängert werden, diesmal bis zur Anschlussstelle Oberursel-Nord.
Bis 1975 wurde die Schnellstraße auch in südöstliche Richtung um einige Kilometer verlängert und endete nun an der Anschlussstelle Frankfurt-Eckenheim. Mit Einführung des neuen westdeutschen Nummernsystems im selben Jahr wurde der Streckenzug der B 456 zwischen Oberursel-Nord und Frankfurt-Eckenheim zur Bundesautobahn 661 (BAB 661) aufgestuft.

### Nummerierung
Zum 1. Januar 1975 wurde für die Autobahnen in der Bundesrepublik Deutschland und West-Berlin ein neues, einheitliches Nummerierungsschema eingeführt. Waren zunächst nur intern geführte Nummerierungen verwendet worden und auf den Wegweisern ausschließlich die Nummern der auf der Trasse verlaufenden Europastraßen ausgeschildert, wurde die neue nationale Nummerierung vorgezogen. Ein zuvor im Bedarfsplan Bundesfernstraßen 1971–1985 beschriebenes System, das den vom Berliner Ring abzweigenden Strecken die einstelligen Nummern A 1 bis A 6 zuordnete, konnte sich, auch im Hinblick auf die damals noch bestehende Deutsche Teilung, nicht durchsetzen.
Mit der Einführung des heute bestehenden Systems, ordnete man den für den Fernverkehr wichtigsten Strecken, die größtenteils schon zu Zeiten der Weimarer Republik als Hauptstrecken vorgesehen waren, einstellige Nummern zu, überregionalen zweistellige und regionalen bzw. lokalen dreistellige. Ein großer Vorteil des Systems, dass auch die führende Nummer zwei- und dreistelliger Autobahnen einer bestimmten Region zuordnete, war, im Falle einer Wiedervereinigung bereits Nummern für die in der damaligen DDR liegenden Autobahnstrecken problemlos vergeben zu können (im Wesentlichen waren dies die vorher für die Westberliner Stadtautobahnen vergebenen Nummern im 10er-Bereich).
Die zuvor als Bundesautobahn A 91 bezeichnete Strecke Oberursel–Darmstadt, die 1975 zwischen Oberursel und Eckenheim sowie Frankfurt-Hanauer Landstraße (Ratswegkreisel) und Egelsbach fertiggestellt war, wurde im Zuge dessen aufgespalten und zwei verschiedenen Autobahnen zugeteilt. Der nördliche Abschnitt von Oberursel nach Eckenheim sollte zu einem Autobahndreieck bei Preungesheim geführt werden und dort enden. Nur dieser Abschnitt wurde als eigentliche BAB 661 gewidmet. Die weiterführende Strecke nach Egelsbach bzw. Darmstadt wurde Teil der BAB 49, die von Kassel über Marburg, Gießen, Friedberg und Frankfurt zur BAB 5 südlich von Darmstadt geführt werden sollte. Weitere Abschnitte dieser Autobahn bestanden zu diesem Zeitpunkt zwischen Kassel und Fritzlar sowie bei Gießen.
Die Pläne für die BAB 49 bestanden jedoch keine drei Jahre. Schon 1978 änderte man die Planungen und führte die BAB 49 fortan von Kassel nur bis zu einem Autobahndreieck mit der BAB 5 bei Homberg (Ohm). Den bestehenden Abschnitt bei Gießen widmete man in BAB 485 um, die nördliche Verlängerung nach Marburg, die erst später gebaut wurde, als autobahnähnliche Bundesstraße B 3. Die Strecke Frankfurt-Hanauer Landstraße bis Egelsbach schlug man fortan der BAB 661 zu, sodass im Streckenzug der Autobahn nunmehr eine Lücke zwischen Eckenheim und der Hanauer Landstraße bestand. Das Zweite Gesetz vom 25. August 1980 zur Änderung des Gesetzes über den Ausbau der Bundesfernstraßen in den Jahren 1971 bis 1985 brachte das endgültige Aus für diese Planung.

### Lückenschluss
Nachdem 1972 das Straßenneubauamt Untermain-Mitte aus der 1969 gegründeten Bauabteilung Frankfurt des Straßenneubauamts Hessen-Mitte hervorging und 1978 schließlich in Hessisches Straßenbauamt Frankfurt umbenannt wurde, begannen die Planungen für die Schließung der Autobahnlücke zwischen Eckenheim und der Hanauer Landstraße. Ein erster Planfeststellungsbeschluss ergeht im Jahr 1980, aufgrund zahlreicher Klagen mussten großflächig Planänderungen durchgeführt werden. Dies betrag vor allem Lärmschutzmaßnahmen entlang der Strecke.
Im Jahr 1985 wurde eine erste Verlängerung der Autobahn um 3,2 km zwischen der bestehenden Anschlussstelle Frankfurt-Eckenheim und der neuen Anschlussstelle Frankfurt-Seckbach (heutiger Name Frankfurt-Friedberger Landstraße) fertiggestellt. Ein Jahr später wurde auch am südlichen Ende ein kurzes Teilstück dem Verkehr übergeben, dabei handelte es sich um die Hochstraße über den Ratswegkreisel und die Bahnstrecke Frankfurt–Hanau, die an ihrem nördlichen Ende provisorisch an die Straße Am Riederbruch (provisorische Anschlussstelle Frankfurt-Riederwald) angebunden wurde. Hierdurch konnte der Kreisverkehr am Ratsweg, der bisher das Ende des südlichen Teils der BAB 661 bildete, entlastet werden. Zwischen beiden Autobahnteilstücken klaffte nun eine nur noch wenige Kilometer lange Lücke, die jedoch schlecht zu umfahren war – um vom Riederwald zur Anschlussstelle Seckbach und umgekehrt zu gelangen, musste nach wie vor auf innerstädtische Straßen ausgewichen werden.
Bis die Autobahn durchgehend befahrbar war, dauerte es neun weitere Jahre bis Ende 1995. Baubeginn für das letzte Teilstück war 1989. Da 1990 eine Neufassung des Bundes-Immissionsschutzgesetzes in Kraft trat, waren weitere Anpassungen als bisher vorgesehen nötig, etwa der Bau von Lärmschutzwänden. Ohnehin gestaltete sich der Bau als sehr komplex, da die Streckenführung topografisch relativ aufwändig war. Es musste am Bornheimer Hang eine Talbrücke über das Riedgrabental und eine 225 m lange, halbseitige Lärmschutzeinhausung gebaut werden, da der Stadtteil Seckbach unmittelbar tangiert wird. Oberhalb des Tunnels wurde ein kleiner Park angelegt, der den Abschluss der Berger Straße bildet. Außerdem wurden beim Bau dieses Teilstücks Vorleistungen für ein Autobahndreieck für eine Autobahn oder Schnellstraße zum Frankfurter Alleenring (lange war dies als Teil des Alleentunnels der BAB 66 geplant) mit errichtet. Die Planung des Tunnels und der Alleenspange, eine oberirdische Verbindung vom geplanten Dreieck bis zur Kreuzung Friedberger Landstraße – Rat-Beil-Straße wurden mittlerweile aufgegeben. Die für die Alleenspange freigehaltene Fläche soll mit einem neuen Wohnquartier bebaut werden.
Freigabe des Autobahnteilstücks war am 20. Dezember 1995. Auffällig am zuletzt fertiggestellten Abschnitt ist, dass dieser nur auf einer Richtungsfahrbahn gebaut wurde. Beide Fahrtrichtungen teilen sich die Richtungsfahrbahn Bad Homburg auf zwei Fahrstreifen ohne Standstreifen und mit einem sehr schmalen, eher provisorischen Mittelstreifen. Die Ergänzung um eine weitere Richtungsfahrbahn war zur Eröffnung für einen späteren Zeitpunkt vorgesehen, wenn der Riederwaldtunnel fertiggestellt ist und die nach Hanau führende BAB 66 an die BAB 661 angeschlossen ist. Dabei wird die Autobahn beginnend ab der Einhausung der sogenannten „Seckbach-Galerie“ auf sechs Fahrstreifen mit Standstreifen ausgebaut, wozu ein weiteres Brückenbauwerk über dem Seckbacher Tal (270 m) und dem Erlenbruch (200 m) errichtet wird. Der Bau hierfür begann erst im November 2007. Bis Ende 2011 sollten die Ausbauarbeiten gemäß den inzwischen abmontierten Baustelleninformationsschildern an der Autobahn abgeschlossen sein; dies verzögerte sich wegen ausstehender Genehmigungen jedoch bis Ende 2023. Das Autobahndreieck Erlenbruch, an das der im Bau befindliche Riederwaldtunnel anschließt, wurde ab 2014 errichtet und 2021 fertig gestellt; für den Verkehr wird das Autobahndreieck allerdings erst mit Fertigstellung des Riederwaldtunnels offiziell freigegeben werden, sodass das Dreieck derzeit ausschließlich von Baustellenfahrzeugen genutzt werden darf.
Nach Eröffnung des letzten Teilstücks wurde die Anschlussstelle Frankfurt-Seckbach in Frankfurt-Friedberger Landstraße und die Anschlussstelle Frankfurt-Hanauer Landstraße in Frankfurt-Ost umbenannt.

### Liste der Verkehrsfreigaben
| Abschnitt                                                           | Jahr | km     | Anmerkungen |
| ------------------------------------------------------------------- | ---- | ------ | --- |
| AS Oberursel-Nord – AS Oberursel                                    | 1967 | 2,0 km | als Bundesstraße 456, 1972 Aufstufung zur Bundesautobahn A 91, seit 1975 BAB 661                               |
| AS Oberursel – AS Frankfurt-Bonames                                 | 1965 | 5,3 km | als Bundesstraße 456, 1972 Aufstufung zur Bundesautobahn A 91, seit 1975 BAB 661                               |
| AS Frankfurt-Bonames – AS Frankfurt-Eckenheim                       | 1975 | 4,8 km | |
| AS Frankfurt-Eckenheim – AS Frankfurt-Friedberger Landstraße        | 1985 | 3,2 km | |
| AS Frankfurt-Friedberger Landstraße – prov. AS Frankfurt-Riederwald | 1995 | 3,3 km | Nur auf der östlichen Richtungsfahrbahn fertiggestellt, schmale Fahrstreifen mit provisorischer Mitteltrennung |
| prov. AS Frankfurt-Riederwald – AS Frankfurt-Ost                    | 1986 | 1,0 km | |
| AS Frankfurt-Ost – AS Offenbach-Kaiserlei (Nord)                    | 1964 | 1,3 km | als Bundesstraße 3a, 1972 Aufstufung zur Bundesautobahn A 91, ab 1975 als BAB 49, seit 1978 BAB 661            |
| AS Offenbach-Kaiserlei (Nord) – AS Offenbach-Kaiserlei (Süd)        | 1972 | 0,4 km | als A 91, ab 1975 als BAB 49, seit 1978 BAB 661                                                                |
| AS Offenbach-Kaiserlei (Süd) – AS Offenbach-Taunusring              | 1968 | 1,8 km | als Bundesstraße 3a, 1972 Aufstufung zur Bundesautobahn A 91, ab 1975 als BAB 49, seit 1978 BAB 661            |
| AS Offenbach-Taunusring – AS Dreieich                               | 1976 | 7,3 km | als BAB 49, seit 1978 BAB 661                                                                                  |
| AS Dreieich – AS Egelsbach                                          | 1972 | 9,7 km | als A 91, ab 1975 als BAB 49, seit 1978 BAB 661                                                                |

### Spätere Änderungen
- Die Anschlussstelle Frankfurt-Bonames wurde am 21. Juli 2005 geschlossen, da nördlich und südlich dieser zwei neue Anschlussstellen gebaut wurden, um das stark erweiterte Gewerbegebiet Nieder-Eschbach und den neuen Stadtteil Riedberg zu erschließen. Eine zu dichte Abfolge von Anschlussstellen sollte hiermit vermieden werden, zusätzlich führte die alte Anschlussstelle direkt auf die mitten durch Bonames führende Hauptstraße. Die Anschlussstelle Frankfurt-Heddernheim, die für die Anbindung des Riedbergs zuständig ist, wurde bereits im Sommer 2004 eröffnet, die Anschlussstelle Frankfurt-Nieder-Eschbach eröffnete zusammen mit der Schließung der Anschlussstelle Bonames.[13] Letztere wurde nach der Schließung erst Anfang 2019 zurückgebaut.[14]

- Die Anschlussstelle Preungesheimer Dreieck wurde erst nachträglich in den 1990er Jahren gebaut, um die autobahnähnliche B 3 an die BAB 661 anzuschließen. Die mittlerweile bis Bad Vilbel vierstreifig ausgebaute Bundesstraße stellt in ihrem Verlauf ein Nachfolgeprojekt der aufgegebenen BAB 49-Planung dar.

- Die Anschlussstelle Offenbach-Kaiserlei wurde von 2017 bis 2021 umgebaut, der bisherige Kreisverkehr dabei durch eine ampelgeregelte Kreuzung ersetzt. Hierdurch soll rund ein Hektar neuer Bauplatz für Gewerbeansiedlungen geschaffen werden. Durch den gleichzeitigen Neubau einer südlichen Umgehungsstraße des Gewerbegebiets (Kaiserleipromenade) soll der in die Offenbacher Innenstadt fahrende Verkehr zusätzlich vom von und zur BAB 661 fahrenden Verkehr getrennt werden.

- Zwischen den Anschlussstellen Dreieich und Langen wurden beim Bau der Autobahn im Jahr 1972 beidseitig Rastplätze angelegt, die in ihren Dimensionen später um Tankstellen und Servicegebäude hätten erweitert werden können. Da die Autobahn nie über das heutige Autobahnende bei Egelsbach hinaus verlängert wurde und daher bis heute eine ausschließlich regionale bis lokale Bedeutung besitzt, wurde die eigentliche Rastanlage nie gebaut. Die Rastplätze selbst waren einige Jahre in Betrieb, wurden allerdings schon in den 1980er Jahren geschlossen. Rastmöglichkeiten entlang der BAB 661 bestehen bei Bad Homburg (beiderseitige Tankstellen, errichtet im Zuge des Baus als Kraftfahrstraße) und nördlich des Offenbacher Kreuzes (Rastplatz Buchrain, unbewirtschaftet).

## Verkehrsaufkommen
Die BAB 661 weist als typische Pendlerstrecke ein hohes Verkehrsaufkommen auf, so sind im Bereich zwischen Bad Homburg und Offenbach durchschnittlich mehr als 80.000, bei Offenbach sogar mehr als 100.000 Fahrzeuge pro Tag unterwegs. Zusätzlich zu dem Verkehrsaufkommen unter der Woche kommt außerdem die Funktion der Autobahn als Zubringer zu den Erholungsgebieten im Taunus, etwa dem Großen Feldberg, was besonders an Wochenenden für weitere Verkehrsbehinderungen sorgen kann.
Lediglich zwischen Offenbach-Kaiserlei und Dreieich ist die Autobahn sechsstreifig, alle anderen Abschnitte sind mit nur vier durchgehenden Fahrstreifen ausgestattet. Teilweise wurden Beschleunigungs- und Verzögerungsstreifen durchgezogen (etwa auf der Kaiserleibrücke). Der Ausbau auf sechs Fahrstreifen zwischen den Anschlussstellen Frankfurt-Friedberger Landstraße und Frankfurt-Ost befindet sich in Planung bzw. in Teilen bereits im Bau.
Durchschnittliche tägliche Verkehrsstärke (DTV) im Jahr 2015
| Abschnitt                                                 | DTV     |
| --------------------------------------------------------- | ------- |
| Oberursel-Nord – Oberursel                                | 44.300  |
| Oberursel – Bad Homburg                                   | 51.000  |
| Bad Homburg – Bad Homburger Kreuz                         | 82.500  |
| Bad Homburger Kreuz – Frankfurt-Nieder-Eschbach           | 89.100  |
| Frankfurt-Nieder-Eschbach – Frankfurt-Heddernheim         | 89.000  |
| Frankfurt-Heddernheim – Frankfurt-Eckenheim               | 88.500  |
| Frankfurt-Eckenheim – Preungesheimer Dreieck              | 78.300  |
| Preungesheimer Dreieck – Frankfurt-Friedberger Landstraße | 81.800  |
| Frankfurt-Friedberger Landstraße – Frankfurt-Ost          | 89.500  |
| Frankfurt-Ost – Offenbach-Kaiserlei                       | 102.800 |
| Offenbach-Kaiserlei – Offenbach-Taunusring                | 101.500 |
| Offenbach-Taunusring – Offenbacher Kreuz                  | 98.900  |
| Offenbacher Kreuz – Neu-Isenburg                          | 69.500  |
| Neu-Isenburg – Dreieich                                   | 54.800  |
| Dreieich – Langen                                         | 43.800  |
| Langen – Egelsbach                                        | 17.300  |

## Planungen/Bau

### Sechsstreifiger Ausbau im Frankfurter Osten und Anbindung der BAB66
Der seit Jahrzehnten geplante Anschluss der Bundesautobahn 66, die an einer provisorischen Anschlussstelle an der Borsigallee endet, wird mittlerweile vorangetrieben, nachdem der Planfeststellungsbeschluss für den Riederwaldtunnel im Jahr 2007 erging. Zusammen mit dem Lückenschluss der BAB 66 wird die zweite Richtungsfahrbahn der BAB 661 zwischen den Anschlussstellen Frankfurt-Friedberger Landstraße und Frankfurt-Ost realisiert.
Von 2008 bis 2010 wurde als Vorleistung das zweite Brückenbauwerk über das Riedgrabental erbaut. Gleichzeitig wurde eine Verschwenkung der Fahrbahn im Bereich des zukünftigen Autobahndreiecks Erlenbruch eingerichtet, um die Brückenbauwerke im Bereich der bestehenden Trasse bauen zu können. Der Bau des eigentlichen Dreiecks begann im Jahr 2014 und wurde nach knapp sieben Jahren im Jahr 2021 abgeschlossen. Stand März 2023 sind alle Brückenbauwerke und Fahrbahnen zur zukünftigen BAB 66 bereits fertiggestellt und im August 2022 mit der richtigen Straßenführung und Markierung freigegeben, allerdings vorerst nur für den Baustellenverkehr. Die Auf- und Abfahrten sollen als Zugang zum noch zu errichtenden Tunnelbauwerk dienen. Die Hauptfahrbahn im Bereich des Dreiecks wurde jedoch wieder in Betrieb genommen. Um Platz zu sparen, wurde das Bauwerk in T-Form mit drei Ebenen errichtet.
Die Fertigstellung des Riederwaldtunnels ist Stand Juni 2022 für 2033 geplant.

### Lärmschutzeinhausung
Am 13. November 2019 unterzeichneten die Stadt Frankfurt und das Land Hessen eine Verwaltungsvereinbarung zum gemeinsamen Bau einer Einhausung. Auf etwa einem Kilometer soll die Autobahn überbaut werden. Auf der gewonnenen Fläche sollen Grünflächen und bis zu 3000 Wohnungen entstehen.

## Verworfene Weiterführung nach Darmstadt
Die ursprüngliche Autobahnplanung sah eine Weiterführung von Egelsbach in südliche Richtung vor, östlich und südlich an Darmstadt vorbei bis zur BAB 5. Dieser Abschnitt wurde nie gebaut, weshalb das eigentlich als provisorisch erachtete Autobahnende in Egelsbach nun den dauerhaften Endpunkt der BAB 661 darstellt. Beim Bau der Anschlussstelle war bereits eine Weiterführung nach Süden baulich vorbereitet worden, auch die Rampen der in Trompetenform ausgeführten Anschlussstelle waren größtenteils fertiggestellt.
In den 1960er Jahren war eine Trassenführung vorgesehen, die östlich an Wixhausen in Höhe des GSI Helmholtzzentrums für Schwerionenforschung vorbei führte, zwischen Arheilgen und Kranichstein, quer durch das Oberfeld und die Lichtwiese in einem weiten Bogen nach Westen und schließlich Südwesten, wo die Autobahn in einem Autobahndreieck (Arbeitstitel war Autobahndreieck Darmstadt-Süd) in die BAB 5 münden sollte. Mit dem autobahnähnlichen Ersatzneubau der B 26 – diese war von 1975 bis in die frühen 1980er Jahre die BAB 680 – sollte im Darmstädter Osten, etwa in Höhe des Vivariums, mit einem Autobahnkreuz angeschlossen werden. Bis 1980 wurde die Trassenplanung verändert, nun sollte die BAB 661 östlich an Kranichstein vorbei, unmittelbar am Jagdschloss Kranichstein durch das östlich von Darmstadt gelegene Waldgebiet führen und in Höhe der Roßdorfer Siedlung Bessunger Forst in die BAB 680 einmünden. Ein zweites Autobahndreieck, an dem die BAB 661 weitergeführt worden wäre, sollte wiederum an der Stelle entstehen, wo bislang das Autobahnkreuz mit der BAB 680 vorgesehen war. Wenig später wurden die Planungen schließlich ganz eingestellt.
Gründe für das Einstellen der Planung war der hohe trassenplanerische Aufwand, eine Autobahn relativ dicht an der Stadt entlang zu bauen, sowie ökologische Bedenken. Bis heute existiert trotz seit Jahren bestehender Planungen keine weitere Umgehungsstraße, sodass der von den Autobahnen 5 und 67 kommende Verkehr die B 26 mitten durch die Darmstädter Innenstadt benutzen muss, um ins östliche Gebiet des Landkreises Darmstadt-Dieburg zu gelangen.

## Besonderes

### Fahrbahnschäden aufgrund von Hitze
Hohe Temperaturen verursachten am 15. Juli 2007 Probleme mit dem Fahrbahnbelag. Auf der A 661 bei Dreieich (Kreis Offenbach) schoben sich durch die Hitze Betonplatten übereinander. Die Dehnungsfugen hätten nicht ausgereicht, berichtete die Polizei. Mehrere Autos seien beschädigt worden. Die Stelle an der Ausfahrt Richtung Oberursel musste gesperrt und die Autos über die Parallelspur umgeleitet werden.

### Kontroverse um Stadionausstattung
Wegen der Autobahn durfte der damalige Zweitligist FSV Frankfurt, dessen Frankfurter Volksbank Stadion sich direkt neben der Autobahn befindet, nach dem Stadionumbau bis Juli 2009 längere Zeit keine Videowand in seinem Stadion errichten. Die mobile Videowand auf der Gästetribüne wurde am Ende der Saison 2009/10 ersatzlos entfernt. Die Stadt Frankfurt fürchtete, dass diese Autofahrer ablenken und Unfälle verursachen könnte. Im Jahr 2010 bekam der FSV jedoch nach längerem Streit mit der Stadt die Erlaubnis. Für das Stadion wurde zunächst nicht die Baugenehmigung für ein Flutlicht als Voraussetzung zur Zulassung als Stadion für die zweite Bundesliga erteilt, da man eine mögliche Blendung der Verkehrsteilnehmer auf der benachbarten A 661 fürchtete. Nach einigen Tests, die auch die Vollsperrung der Autobahn beinhalteten, wurde jedoch die Freigabe erteilt.

### Falschfahrer
Im Dezember 2012 veröffentlichte der ADAC eine Statistik, in der die A661 zu den zehn gefährlichsten Autobahnen bezüglich Falschfahrern gehört. In den Jahren 2010 und 2011 gab es 50-mal Falschfahrermeldungen auf dieser Autobahn. In absoluten Zahlen liegt sie damit vor allen anderen, die A 98 (Weil am Rhein – Tiengen) folgt mit 30 Falschfahrermeldungen und der A 643 mit 23 Falschfahrermeldungen. Hochgerechnet auf 100 km und pro Jahr ergeben sich statistisch 67,0 Falschfahrermeldungen, hier kommt der A 661 die Länge von 37,3 km zugute, da sie damit den letzten Platz in der statistischen Reihenfolge einnimmt.

### Beleuchtung
Der Abschnitt zwischen den Anschlussstellen Frankfurt-Ost und Offenbach-Taunusring war, da er nicht als Autobahn, sondern als innerstädtische Schnellstraße realisiert wurde, als einer der wenigen Autobahnabschnitte in Deutschland mit Straßenbeleuchtung versehen. Auch die 1986 bereits als Autobahn fertiggestellte Hochstraße Ratsweg verfügte über beleuchtete Fahrbahnen. Im Zuge der Sanierung der Brücke über den Kaiserleikreisel wurde die Beleuchtung zum großen Teil im Jahr 2014 demontiert. Die Lampen auf der Hochstraße Ratsweg folgten im Jahr 2019.

### Provisorium am Autobahnende
Das Autobahnende bei Egelsbach war ursprünglich als linksgeführte Trompete geplant, die Bauvorleistungen kann man noch erkennen. Bis etwa 2016 war dieser Übergang in südliche Richtung dennoch als reguläre Anschlussstelle beschildert.